# تاوی وسکیماگی
تاوی وسکیماگی (استونیایی: Taavi Veskimägi؛ زادهٔ ۲۰ نوامبر ۱۹۷۴) سیاست‌مدار اهل استونی است. وی از سال ۲۰۰۳ تا ۲۰۰۵ وزیر دارایی استونی بوده.